# Clématite de Virginie
Clematis virginiana
Espèce
La Clématite de Virginie (Clematis virginiana) est une espèce de plantes à fleurs de la famille des Ranunculaceae. C'est une liane originaire d'Amérique du Nord, de Terre-Neuve au sud du Manitoba au Canada jusqu'au golfe du Mexique.

## Description

### Appareil végétatif
La clématite de Virginie est une plante vivace grimpante à croissance rapide. Elle ne produit pas de vrilles pour grimper mais elle utilise se tige striée, qui peut prendre une teinte rougeâtre, pour s'enrouler autour de son support. Les feuilles opposées et dentées sont composées à trois folioles,.

### Appareil reproducteur
Les petites fleurs blanches étoilées, sur une inflorescence en grappe, possèdent généralement 4 pétales. Les graines matures sont soutenues par des aigrettes blanches plumeuses,.

## Écologie
Les fleurs blanches attirent des mouches et parfois d'autres insectes.

## Habitat et distribution

### Habitat
La Clématite de Virginie préfère les sol frais ou légèrement humide,.

### Distribution
La Clématite de Virginie se situe un peu partout au Québec mais elle est plus fréquente au sud et à l’ouest du Québec et dans la vallée de la Matapédia. La Clématite de Virginie se situe aussi au Manitoba et au sud de la Nouvelle-Écosse.

## Culture
La Clématite de Virginie est utilisée comme plante ornementale. Elle peut être utilisée par exemple, pour couvrir les murets de pierre sur les rivages,.